# Edward Louis Fedders
Edward Louis Fedders, (Covington, 4 de diciembre de 1913-11 de marzo de 1973),  fue un sacerdote estadounidense. Primer Obispo de Juli.

## Biografía
Nacido en la localidad de Convington, KY, Estados Unidos.
Fue ordenado sacerdote el 11 de junio de 1944, miembro de la Sociedad de Maryknoll.

## Episcopado
El 3 de agosto de 1957 fue nombrado Obispo Prelado de Juli, diócesis de Perú, por el Papa Pío XII, recibiendo la consagración episcopal el 12 de diciembre de 1963, Titular de Antiochia ad Maeandru.
En 1962 el obispo Fedders fue a Roma para participar en el Concilio Ecuménico Vaticano II. En Perú es ley que los ordinarios de los pueblos fronterizos deben ser ciudadanos, por lo que el obispo Fedders se convirtió en ciudadano peruano.
El obispo Fedders se enfermó por primera vez en marzo de 1970. Se recuperó notablemente y continuó su trabajo para su gente, después de un período de recuperación. Su vida fue de entrega y servicio y siempre será un ejemplo para cada uno de nosotros. Verdaderamente se regocija con Nuestro Divino Señor al oír decir a nuestro Padre del Cielo: “Venid, tomad vuestra herencia en el Reino, reservado para vosotros desde la fundación del mundo”.
Está enterrado en la Catedral de Juli.